# Holliday (Texas)
Pour les articles homonymes, voir Holliday.
Holliday est une petite ville située au nord du comté d'Archer, au Texas, aux États-Unis,.

## Démographie
Lors du recensement de 2010, la ville comptait une population de 1 758 habitants. Elle est estimée, le 1er juillet 2019, à 1 670 habitants.